# 베네수엘라 프리메라 디비시온
베네수엘라 프리메라 디비시온(스페인어: Venezuelan Primera División)은 베네수엘라의 축구 1부리그 대회다. 1921년에 창설 되었으며 1957년에 프로 리그로 전환했고 현재 14개 팀이 참가하고 있으며 최다 우승팀은 12회를 우승한 카라카스 FC이다.
베네수엘라 프리메라 디비시온은 아페르투라와 클라우수라로 진행되며 전기리그 아페르투라는 1월부터 6월까지, 후기리그 클라우수라는 7월부터 12월까지 진행된다. 전기와 후기 각각의 우승 팀은 코파 리베르타도레스 티켓이 주어지며 통합 우승을 차지한 팀이 더 높은 포트를 배정 받는다.

## 2025 시즌 참가팀
| 팀                                  | 연고지            | 경기장                                       | 수용인원 |
| ----------------------------------- | ----------------- | -------------------------------------------- | -------- |
| 데포르티보 라과이라                 | 라과이라          | 에스타디오 올림피코 데 라                    | 23,940   |
| 데포르티보 라요 술리아노            | 마라카이보        | 에스타디오 호세 파첸초 로메로                | 40,800   |
| 데포르티보 타치라                   | 산크리스토발      | 에스타디오 폴리데포르티보 데 푸에블라 누에보 | 42,500   |
| 메트로폴리타노스 FC                 | 카라카스          | 에스타디오 올림피코 데 라 UCV                | 23,940   |
| 모나가스 SC                         | 마투린            | 에스타디오 모누멘탈 드 마투린                | 51,796   |
| 사모라 FC                           | 바리나스          | 에스타디오 아구스틴 토바로                   | 29,800   |
| 아카데미아 푸에르토 카베요          | 푸에르토 카베요   | 콤플리오 데포르티보 소셜리스타               | 7,000    |
| 앙고스투라 FC                       | 사우다드 볼리바르 | 에스타디오 리카르도 툴리오 마야              | 2,500    |
| 야라쿠야노스 FC                     | 산펠리페          | 에스타디오 플로렌티노 오로페사               | 12,000   |
| 에스투디안테스 데 메리다            | 메리다            | 에스타디오 메트로폴리타노 데 메리다          | 42,200   |
| 우니베르시다드 센트랄 데 베네수엘라 | 카라카스          | 에스타디오 올림피코 데 라 UCV                | 23,940   |
| 카라보보 FC                         | 발렌시아          | 에스타디오 미사엘 델가도                     | 10,400   |
| 카라카스 FC                         | 카라카스          | 에스타디오 올림피코 데 라 UCV                | 23,940   |
| 포르투게사 FC                       | 아카리과          | 에스타디오 제너럴 호세 안토니오 파에즈       | 18,000   |

## 구단별 우승횟수
| 구단                          | 우승 | 준우승 | 우승연도                                                                                          | 준우승연도                                                       |
| ----------------------------- | ---- | ------ | ------------------------------------------------------------------------------------------------- | ---------------------------------------------------------------- |
| 카라카스                      | 11   | 3      | 1991–92, 1993–94, 1994–95, 1996–97, 2000–01, 2002–03, 2003–04, 2005–06, 2006–07, 2008–09, 2009–10 | 2004–05, 2007–08, 2011–12                                        |
| 데포르티보 타치라             | 8    | 8      | 1979, 1981, 1984, 1986, 1999–00, 2007–08, 2010–11, 2014–15                                        | 1982, 1985, 1986–87, 1987–88, 1989–90, 1998–99, 2003–04, 2009–10 |
| 데포르티보 이탈리아           | 5    | 7      | 1961, 1963, 1966, 1972, 1998–99                                                                   | 1965, 1968, 1970, 1971, 1984, 1999–00, 2008–09                   |
| 포르투게사 FC                 | 5    | 3      | 1973, 1975, 1976, 1977, 1978                                                                      | 1974, 1980, 1983                                                 |
| 데포르티보 갈리시아           | 4    | 5      | 1964, 1969, 1970, 1974                                                                            | 1967, 1972, 1978, 1979                                           |
| 데포르티보 포르투게스         | 4    | 2      | 1958, 1960, 1962, 1967                                                                            | 1959, 1963                                                       |
| 마리티모                      | 4    | 1      | 1986–87, 1987–88, 1989–90, 1992–93                                                                | 1990–91                                                          |
| 사모라                        | 4    | 1      | 2012–13, 2013–14, 2015, 2016                                                                      | 2010–11                                                          |
| 에스투디안테스 데 메리다      | 2    | 6      | 1980, 1985                                                                                        | 1975, 1976, 1977, 1981, 1986, 1997–98, 2001–02                   |
| 우니베르시다드 데 로스 안데스 | 2    | 0      | 1983, 1990–91                                                                                     | —                                                                |
| 마라카이보                    | 1    | 3      | 2004–05                                                                                           | 2005–06, 2006–07                                                 |
| 미네르벤                      | 1    | 3      | 1995–96                                                                                           | 1991–92, 1992–93, 1994–95                                        |
| 에스파뇰                      | 1    | 2      | 1959                                                                                              | 1958, 1960                                                       |
| 미네로스 데 과야나            | 1    | 2      | 1988–89                                                                                           | 1995–96 , 2013–14                                                |
| 카라보보                      | 1    | 2      | 1971                                                                                              | 1969, 1973                                                       |
| 아틀레티코 술리아             | 1    | 1      | 1997–98                                                                                           | 1996–97                                                          |
| 데포르티보 라라               | 1    | 1      | 2011–12                                                                                           | 2017                                                             |
| 우니베르시다드 센트랄         | 1    | 1      | 1957                                                                                              | 1962                                                             |
| 카나리아스                    | 1    | 0      | 1968                                                                                              | —                                                                |
| 라라                          | 1    | 0      | 1965                                                                                              | —                                                                |
| 모나가스                      | 1    | 0      | 2017                                                                                              | —                                                                |
| 나시오날 타치라               | 1    | 0      | 2001–02                                                                                           | —                                                                |
| 산크리스토발                  | 1    | 0      | 1982                                                                                              | —                                                                |